# Gunilla Wünsche
Hedvig Gunilla Axelsdotter Wünsche, född Elfström den 4 februari 1937 i Stockholm, död 1 mars 2015 i Uppsala domkyrkoförsamling, var en svensk informationschef. 

## Biografi
Gunilla Wünsche tog studentexamen 1956 vid Sigtuna Humanistiska Läroverk. Efter studier vid Frans Schartaus Handelsinstitut arbetade hon som sekreterare, först på Uppsala Optiska Industri och därefter som vd-sekreterare på Uppsala Ekeby AB. Hon blev fil. kand. 1974 vid Uppsala universitet. Efter det arbetade hon som assistent vid Lantbrukshögskolan 1974–1977, var förste byråsekreterare vid Länsstyrelsen i Uppsala län 1977–1981, stabsredaktör vid Försvarsstaben 1981–1982, redaktör på Sveriges Lantbruksuniversitet 1981–1986, informationschef vid Statens kärnkraftinspektion 1986–mitten av 1990-talet. Därefter var hon informationschef vid Uppsala universitet fram till pensionen 2002. Efter pensionen var hon aktiv i Uppsala Senioruniversitet.
Arbetet vid Försvarsstaben 1981, då U137 gick på grund i den svenska skärgården, och på Statens Kärnkraftinspektion 1986, då Tjernobylolyckan inträffade, gav erfarenheter av krishantering och hon föreläste både i Sverige och utomlands om krishantering. 
Gunilla Wünsche var ordförande i Uppsala moderata kvinnoförening 1983–1987, hon hade uppdrag i landstinget och hon blev nämndeman i Svea hovrätt från mitten av 1990-talet fram till 2009.
Hon var från 1959 till sin död gift med Ulf Wünsche (1931–2023). Gunilla Wünsche är begravd på Uppsala gamla kyrkogård.